# 瓦兹沃思堡
瓦兹沃思堡（英語：Fort Wadsworth）是位于纽约市斯塔滕岛上的一座前美国军方设施，地处纽约湾的纳羅斯海峡之上，该海峡将纽约湾分为上纽约湾与下纽约湾，为防御上纽约湾、曼哈顿及其周边地区的天然要地。在1994年关闭之前，该堡垒被认为是美国境内持续驻军时间最长的军事设施。瓦兹沃思堡包括多座防御工事，如汤普金斯堡与威德炮台。其现名于1865年确立，以纪念在美国内战期间莽原之役中阵亡的准将詹姆斯·瓦兹沃思。如今瓦兹沃思堡为门户国家休闲区斯塔滕岛辖区的一部分，由国家公园管理局管理。